# Theodor Schmidt (Physiker)

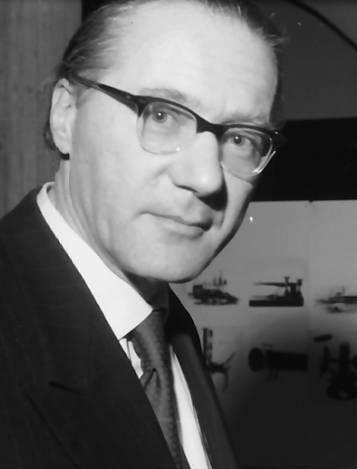
Theodor Schmidt (1957)

Karl Theodor Schmidt  (* 29. Juli 1908 in Düsseldorf; † 10. Dezember 1986 in Sulzburg) war ein deutscher Physiker und Mathematiker.

## Leben und Werk
Theodor Schmidt, der Sohn eines Oberstudienrats, studierte nach dem Abitur in Düsseldorf ab 1927 an der Universität Göttingen, der Universität Wien (ein Semester) und der Universität Greifswald Mathematik, Physik und Chemie. 1932 legte er das Lehramts-Staatsexamen ab. 1933 wurde er bei Karl Reinhardt in Greifswald in Mathematik promoviert (Dissertation: Über die Zerlegung des d-dimensionalen Raumes in gitterförmig angeordnete Würfel). In seiner Dissertation 1933 löste er eine Vermutung von Hermann Minkowski über die Ausfüllung n-dimensionaler euklidischer Räume durch Würfel für Dimensionen kleiner gleich acht (der allgemeine Fall wurde von György Hajós 1941 bewiesen). Gleichzeitig promovierte er in Physik bei Rudolf Seeliger.
Er wollte dann zunächst bei James Franck in Göttingen arbeiten (und studierte 1933/34 jeweils ein Semester bei Franck in Göttingen und bei Werner Heisenberg in Leipzig), ging aber über Leipzig auf Empfehlung von Werner Heisenberg zu Hermann Schüler nach Potsdam. 1937 habilitierte er sich in Greifswald und war dort ab 1938 Privatdozent und ab 1944 außerplanmäßiger Professor für theoretische Physik. 1939 bis 1944 leistete er mit Unterbrechungen seinen Wehrdienst und war kurze Zeit zum Uranprojekt des Reichspost-Ministeriums in Miersdorf abkommandiert.
1945/46 unterstützte er Rudolf Seeliger an der Universität Greifswald in dessen Funktion als Rektor. 1946 bot man ihm das Rektorat in Greifswald an, wenn er in die SED eintreten würde, was er ablehnte. Im Oktober 1946 (Aktion Ossawakim) wurde er in die Sowjetunion zwangsverpflichtet (er arbeitete am Raketenprogramm, da man ihn fälschlich für einen der Raketenspezialisten hielt) und kehrte erst November 1953 nach Deutschland (Ostberlin) zurück. Eine Veröffentlichung über Anomalien der Isotopieverschiebung (in Russisch) wurde von der Zeitschrift JETP in der Sowjetunion 1947 zunächst zur Veröffentlichung angenommen, dann aber untersagt. In der Sowjetunion leitete er eine Gruppe zur Flugbahnberechnung.
Im Februar 1954 ging er mit Unterstützung US-amerikanischer Geheimdienste in die Bundesrepublik. Er ging zunächst als Oberassistent an die Albert-Ludwigs-Universität Freiburg, wo Wolfgang Gentner ihn zum wissenschaftlichen Rat beförderte. und er zunächst am Wiederaufbau des 1,5 MeV Van-de-Graaf-Beschleunigers mitarbeitete, bevor sie 1955 einen neuen 6 MeV Van de Graaf Beschleuniger aus den USA genehmigt bekamen. Er wurde 1956 außerordentlicher Professor und 1959 ordentlicher Professor, nachdem er einen Ruf nach Aachen 1958 ablehnte. 1973 wurde er emeritiert.
In systematischen Untersuchungen der Hyperfeinstruktur in den Atomspektren mit Hermann Schüler in Potsdam (am Sonnenobservatorium auf dem Telegraphenberg in Potsdam) zeigte er die Existenz von elektrischen Kern-Quadrupolmomenten und Schmidt-Linien für Kerne mit ungepaarten Neutronen oder Protonen, Hinweise auf Deformation der Kerne durch kollektive Bewegungen (Quadrupolmoment) bzw. (bei Schmidt-Linien) Einteilchenbewegung.
1977 wurde er Ehrendoktor in Heidelberg.
1935 heiratete er Eva Krieger, mit der er drei Töchter und einen Sohn hatte.

## Schriften
- Über Abweichungen des Atomkerns von der Kugelsymmetrie. In: Zeitschrift für Physik. Band 94, 1935, S. 457.
- Mit H. Schüler: Über die magnetischen Momente der Atomkerne. In: Zeitschrift für Physik. Band 106, 1937, S. 358.
- Das Physikalische Institut der Universität Freiburg. In: Freiburger Universitätsblätter. Mai 1968, S. 51.
- Mit Christian Schlier: Erinnerungen an die Entdeckung der Kernquadrupolmomente. In: Physik in unserer Zeit. Band 16, 1985, S. 64.